# Гяур калеси
Гяур калеси (в превод от турски Неверническа крепост) или Петричката крепост е средновековна крепост в Югозападна България, разположена на възвишение в северните склонове на Беласица, на 2 km южно от град Петрич.
Съществувала е през V – VI век, както и в XI – XII, но най-интензивно използвана е в XIII – XIV век. Крепостта е пазила разположения в подножието ѝ град и е охранявала пътя по дясната страна на река Струма при входа на Рупелския пролом. Същевременно осигурява контрол на пътя Струмица-Мелник, отклонението за Солун и долината на река Струмешница. Осъществява се визуална връзка с Мелнишката крепост. Вероятно е унищожена в 1382 година, когато Петричко пада в ръцете на османските турци.
Укреплението има елипсовидна форма и е площ 0,5 – 0,6 ha, а каменната стена на крепостта е дебела 1,80 m. В най-достъпната южна зона има голяма петоъгълна кула. Има сигурни данни, че кулата е използвана и през XV – XVI век. През 1978 – 1979 г. се провеждат археологически разкопки от екип с ръководител Димитър Топтанов. Разкрита е голяма част от западната крепостна стена, достигаща до 2 m височина, която е изградена от грубо обработени камъни, споени с бял и червен хоросан. При проучването се установява, че до източната крепостна стена има бастион и потерна, а главният вход е от южната страна. Близо до крепостта са открити две големи монетни находки от времето на византийските императори Мануил I Комнин, Исак II Ангел и Алексий III Ангел.
През 1891 година Георги Стрезов пише за крепостта:
| „ | Откъм западната страна, вън от града се виждат развалини от една кула, „Гяур кулеси“ наречена. Местно едно предание разказва, че тя била част от една крепост, която принадлежала на някой си български цар. От тая твърдина сега стоят само железни затворени врата. | “ |

Легендата за падането на крепостта под османска власт, стои в основата на герба на Петрич.